# Don't Ask Me Why
"Don't Ask Me Why" ("No me preguntes por qué") es una canción grabada por primera vez y popularizada por Elvis Presley, como parte de la banda sonora de la exitosa película King Creole.  RCA editó también un disco sencillo con esta canción como cara B y Hard Headed Woman en la cara A  que debido a sus ventas recibió la certificación de disco de platino por la RIAA. 

## Antecedentes, grabación y edición
El tema fue escrito por Fred Wise con música de Ben Weisman. Elvis Presley lo grabó el 16 de enero de 1958 durante las sesiones de grabación en Radio Recorders de Hollywood, California donde el cantante contó con el respaldo de varios músicos adicionales a su banda de apoyo de aquel entonces ,debido a que la producción de la película deseaba que se lograse un auténtico sonido como el tradicional de New Orleans. Aun así, para el tema en cuestión Elvis no incluyó los músicos encargados de ejecutar los instrumentos de viento  pero sí logró darle a la canción el estilo blusero requerido por la producción.
Días antes Elvis había registrado la canción Hard Headed Woman con la cual Don't Ask Me Why  constituiría el sencillo que RCA editó para la venta el 10 de junio de 1958.   La toma # 12 de la sesión fue la que RCA utilizó para confeccionar el máster. 

## Músicos de la sesión
- Elvis Presley - voz y guitarra acústica rítmica
- Scotty Moore - guitarra eléctrica
- Bill Black - contrabajo
- Dudley Brooks - piano
- D. J. Fontana - batería
- The Jordanaires - coros [5]

## Letra
Con una mezcla entre la balada romántica y el blues, la letra hace referencia a un conflicto amoroso donde el protagonista deja en claro que seguirá amando a la mujer que constituye su interés amoroso, pese a que no es la clase de relación idílica con la que él había estado soñando.
"It's not the kind of love I dream about, but it's the kind that I can't live without" ("No es la clase de amor con la que soñé pero es la clase de amor sin la cual no puedo vivir") 

## Interpretación fílmica
Elvis en su papel de Danny Fisher  ejecuta el tema ante la audiencia del club nocturno donde trabaja, llamado King Creole (Rey Criollo). Durante la actuación se lo ve a Elvis secundado por una orquesta con vientos, aunque estos no intervienen en la pieza musical. La cámara y la iluminación se centran en el personaje de Danny Fisher tocando su guitarra acústica y cantando. 

## Recepción
El sencillo "Hard Headed Woman / Don't Ask Me Why" estuvo entre los sencillos más populares de todo el año 1958 en los Estados Unidos: Billboard lo ubicó en el puesto 49 en la lista de temas populares de fin de año (una recapitulación de los Pop Singles de Billboard). y el número 17 en las listas de Country & Western de fin de año (una recapitulación de la lista de C & W de Billboard) 

## Listas
| Listas (1958)                           | Posición alcanzada |
| --------------------------------------- | ------------------ |
| US Billboard Hot 100                    | 28                 |
| US Billboard R&B Best Sellers in Stores | 2                  |
| Listas de fin de año (1958)             | Posición alcanzada |
| US Billboard Popular                    | 49                 |
| US Billboard Country & Western          | 17                 |